# Sus scrofa majori
Sus scrofa majori is een ondersoort van het wild zwijn, die voorkomt in de Maremma in Centraal-Italië. Deze ondersoort is veel kleiner dan het Centraal-Europees wild zwijn. Genetische studies (Larson et al. 2005) hebben bevestigd dat dit een aparte ondersoort is van de andere Europese wilde zwijnen.